# Stenella novae-zelandiae
Stenella novae-zelandiae är en svampart som beskrevs av Matsush. 1985. Stenella novae-zelandiae ingår i släktet Stenella, och familjen Mycosphaerellaceae. Inga underarter finns listade i Catalogue of Life.